# Adolphe d'Altena
Adolphe d'Altena, Adolphe de Berg ou Adolphe de Cologne, né vers 1157 et mort le 15 avril 1220 à Neuss, fut archevêque de Cologne de 1193 à 1205 et à nouveau de 1212 à 1216. Il joue un rôle politique lors des luttes dynastiques entre les Hohenstaufen et les Guelfes pour l'élection impériale.

## Biographie
Il est le troisième fils du comte Eberhard Ier de Berg († 1180), comte d'Altena, et de son épouse Adélaïde d'Arnsberg. N'étant pas l'aîné, il se consacrerait à une vocation
religieuse : vers 1177, il est chanoine de la cathédrale de Cologne, doyen en 1183 et prévôt en 1191. Il est également à la tête du chapitre de Saint-Georges de Cologne et prévôt de la collégiale de Limbourg jusqu'en 1192. 
Après la démission de son oncle Bruno III de Berg en 1193, il est élu archevêque de Cologne, sous le nom d'Adolphe Ier. Le 27 mars 1194, il a reçu les ordres  en présence de Conrad Ier de Wittelsbach, cardinal et archevêque de Mayence.
En 1194, il accueille Aliénor d'Aquitaine et s'engage pour la libération de son fils Richard Cœur de Lion, roi d'Angleterre, qu'il reçoit avec solennité à Cologne. Il s'oppose aux plans de l'empereur Henri VI d'établir un empire héréditaire sous le règne des Hohenstaufen, et lors de la fête de Noël 1195 à Worms, il refuse de soutenir la candidature de Frédéric II, le jeune fils de l'empereur, comme roi des Romains, étape indispensable pour devenir empereur à la mort de son père. 
En août 1197, il finit par accepter le choix des autres électeurs et jura fidélité entre les mains de Frédéric II à Boppard. Mais peu après, à la suite de la mort d'Henri VI le 28 septembre 1197, prétextant que le candidat n'a pas été baptisé et que l'empereur a fait pression sur les électeurs, l'archevêque de Cologne déclare l'élection invalide. 
Dans la lutte dynastique qui s'ensuit entre les Hohenstaufen et les Welf pour accéder au trône, Adolphe d'Altena couronne Otton de Brunswick roi des Romains le 12 juillet 1198 à Aix-la-Chapelle. Le pape Innocent III, intéressé  par l'affaiblissement des Hohenstaufen et à briser leur pouvoir (notamment en Italie), confirme cette  élection. 
Cependant, le 6 janvier 1205, Adolphe couronne Philippe de Souabe qui a déjà été couronné roi de Germanie en 1198, dans la cathédrale de Mayence. Cette fois il reçoit la Regalia, qui comprend la couronne impériale. L'initiative ne plait guère à Innocent III qui excommunie l'archevêque le 19 juillet 1205. 
Le 21 juin 1208, Philippe de Souabe est assassiné. Le pape gracie alors l'ancien archevêque et le nomme évêque auxiliaire de l'archevêché de Cologne. Poste qu'il occupera jusqu'à la fin de ses jours, le 15 avril 1220.